# 太湖路街道
太湖路街道，是中华人民共和国天津市河西区下辖的一个乡镇级行政单位。

## 行政区划
太湖路街道下辖以下地区：
仁湖里社区、秀江园社区、雀榕园社区和惠众家园社区。